# Stachanovskaja
Stachanovskaja (in russo Стахановская?) è una stazione della linea 15 della metropolitana di Mosca. Inaugurata il 27 marzo 2020, la stazione serve il quartiere di Rjazanskij. È una delle poche stazioni della rete ad avere banchine laterali e non ad isola. La stazione è intitolata al leggendario minatore sovietico Aleksej Stachanov ed è costruita in uno stile che vuole omaggiare le avanguardie sovietiche degli anni '20 e '30..